# Шубриков, Владимир Петрович
Владимир Петрович Шубриков (24 февраля (8 марта) 1895 года, Владикавказ, Российская империя — 30 октября 1937) — советский партийный и политический деятель.

## Биография
После смерти отца Владимир, старший из 10 детей в семье, помогал матери и отчиму Петру Родионовичу Сосунову воспитывать младших братьев и сестер.
В 1903—1907 годах учился в церковно-приходской школе, затем 2 года - во Владикавказском духовном училище, которое вынужден был оставить из-за нехватки средств.
В 1907—1914 годах работал на кондитерских предприятиях Владикавказа, Баку, Москвы, Ростова-на-Дону, Тифлиса, Пятигорска.
В 1914 году мобилизован в армию. Окончив Тифлисскую школу прапорщиков, был отправлен на турецкий фронт, где познакомился с марксистской литературой и с большевистскими идеями С 1916 года вёл активную революционную пропаганду в воинских частях на Кавказе. 29 ноября 1917 года вступил в РСДРП(б). Участвовал в формировании отрядов красногвардейцев, сражался на Кавказе против деникинцев, мусаватистов (был политруком, а затем военным комиссаром отдельной бригады 1-й армии).
В 1921—1922 годах служил в Каспийской морской ЧК.
После демобилизации из армии — культпросветработник, секретарь окружкома партии в Дербенте, секретарь райкома РКП(б) в Хостов-Порте (Махачкала).
В 1923—1926 годах учился в Коммунистическом университете им. Я. М. Свердлова.
В 1926 году направлен в Среднюю Азию. Работал инструктором, заместителем заведующего агитационно-пропагандистским отделом Среднеазиатского бюро ЦК ВКП(б), ответственным секретарём Киргизского обкома ВКП(б).
В 1929—1930 годах — заведующий организационно-распределительным отделом и заместитель ответственного секретаря Среднеазиатского Бюро ВКП(б) в Ташкенте.
С 1930 года — в Самаре. 13 июня 1930 года избран вторым секретарём Средне-Волжского краевого комитета, а в феврале-марте 1937 года являлся одновременно и первым секретарём Средне-Волжского — Куйбышевского краевого — Куйбышевского областного комитета ВКП(б). 
Шубриков активно посещал предприятия, встречался с трудящимися, проводил политдни, интересовался не только производственными показателями, но и бытовыми условиями жизни города.
При нем началось освоение территории под Парк культуры и отдыха, началось возведение Дворца культуры и памятника В.В. Куйбышеву на бывшей Соборной площади.
13 марта 1937 года освобождён от должности первого секретаря Куйбышевского областного комитета ВКП(б) на 8 пленуме в связи с распоряжением ЦК ВКП(б).
С июня по август 1937 года — второй секретарь Западносибирского краевого комитета ВКП(б) (Новосибирск).
Избирался делегатом XV и XVII съездов ВКП (б), XV и XVII конференции ВКП(б). На XVII съезде ВКП(б) (1934) избран кандидатом в члены ЦК ВКП(б). Также избирался членом ВЦИК.
9 августа 1937 года арестован по обвинению в руководстве контрреволюционной организацией, этапирован в Москву в распоряжение ГУГБ НКВД СССР.
30 октября 1937 года расстрелян по приговору Военной коллегией Верховного суда СССР от 29 октября того же года.
11 июля 1956 года реабилитирован.

## Награды и звания
Награждён орденом Ленина (1935) и орденом Красного Знамени.